# Fujiwara no Morozane
Fujiwara no Morozane (藤原師実?) (1042-14 de marzo de 1101) fue un regente de Japón y un jefe del clan Fujiwara en el período del dominio de enclaustramiento, a finales del Período Heian. Fue conocido como Kyodogu dono (Señor Kyogoku) o Go-Uji dono (Señor Go-Uji o Sucesor del Señor Uji, 後宇治殿). Tuvo una posición de regente de Sessho y Kampaku en veinte años: sessho (1075-1086 del Emperador Shirakawa, 1094-1099 del Emperador Horikawa) y kampaku (1086-1094 del Emperador Horikawa).
Fue hijo de Fujiwara no Torimichi y Fujiwara no Gishi (藤原祇子, su nombre real es desconocido en la actualidad), una hija de Fujiwara no Tanenari (藤原種成), por lo tanto es nieto de Fujiwara no Michinaga. Un documento contempoáneo supone que él fue el tercer hijo de su padre, pero no es seguro. Fue asignado a ser Sadaijin, Sessho y Kampaku. Tuvo una hija adoptada Kenshi (賢子) que fue consorte del Emperador Shirakawa. Kenshi murió siendo joven pero dejó un hijo que luego ascendería al trono y es conocido como el Emperador Horikawa. Políticamente en esa época el Emperador Shirakawa tomó el poder y Morozane no estaba satisfecho del poder monopolizado como su padre y abuelo habían disfrutado. Aún después que el Emperador Horikawa llegara a su adultez, el abdicado emperador Shirakawa había tomado el poder.
Morozane se casó con Fujiwara no Reishi, que fue hija de Minamoto no Morofusa, nieto del Emperador Murakami y luego adoptado por Fujiwara no Nobiue. Morozane tuvo muchos hijos e hijas incluyendo a Fujiwara no Moromichi y Fujiwara no Ietada. De Morozane, se derivaron dos fuertes familias: Kazanin y Oimikado (Oinomikado).
Es conocido también como el autor de la colección de waka Kyogoku Kanpakushu (antología de Kyogoku Kanpaku) y el diario Kyogoku Kanpakuki (diario de Kyogoki Kanpaku).
| Predecesor: Fujiwara no Yorimichi | Sesshō 1086-1090            | Sucesor: Fujiwara no Tadazane  |
| Predecesor: Fujiwara no Yorimichi | Kanpaku 1075-1087 1091-1094 | Sucesor: Fujiwara no Moromichi |
| Predecesor: Fujiwara no Nobunaga  | Daijō Daijin 1089           | Sucesor: Fujiwara no Tadazane  |

- Datos: Q1366049